# Makrocyklus

Erythromycin, makrolidové antibiotikum, jeden z přírodních makrocyklů

Makrocykly jsou molekuly obsahující cykly tvořené dvanácti nebo více atomy. Patří sem mimo jiné crown ethery, kalixareny, porfyriny, a cyklodextriny.

## Vznik

Uroporfyrinogen III, biosyntetický prekurzor porfyrinů

Reakce vytvářející makrocykly uzavíráním kruhů se nazývají makrocyklizace.
První články zabývající se těmito sloučeninami byly zaměřené na terpenoidové makrocykly.
Tvorba velkých cyklů je většinou nevýhodná, místo nich často vznikají malé kruhy nebo polymery. Tento nedostatek lze vyřešit zředěním reaktantů, které zvýhodní vnitromolekulární děje před polymerizací.
Některé makrocyklizace se provádějí s využitím templátových reakcí. Jako templáty se používají ionty, molekuly, nebo povrchy, které vytvářejí předpřipravené sloučeniny, čímž usnadňují tvorbu kruhů o určitých velikostech.
Crown ethery se často připravují za přítomnosti kationtů alkalických kovů, které se spojujícími se složkami vytváří komplexy. Příkladem může být syntéza (−)-muskonu z (+)-citronellalu. 15členný kruh se vytváří metatezí s uzavíráním kruhu.

## Výskyt a využití
Důležitými makrocykly jsou makrocyklická antibiotika, nazývaná makrolidy, například klarithromycin. Makrocyklické ligandy, jako jsou porfyriny, koriny a chloriny, se navazují na ionty kovů, sloužící jako kofaktory.
Makrocykly na sebe často vážou ionty a usnadňují tak jejich transport přes hydrofobní membrány. Makrocyklus otevírá cestu přes hydrofobní vrstvu, a funguje tak jako katalyzátor fázového přenosu.

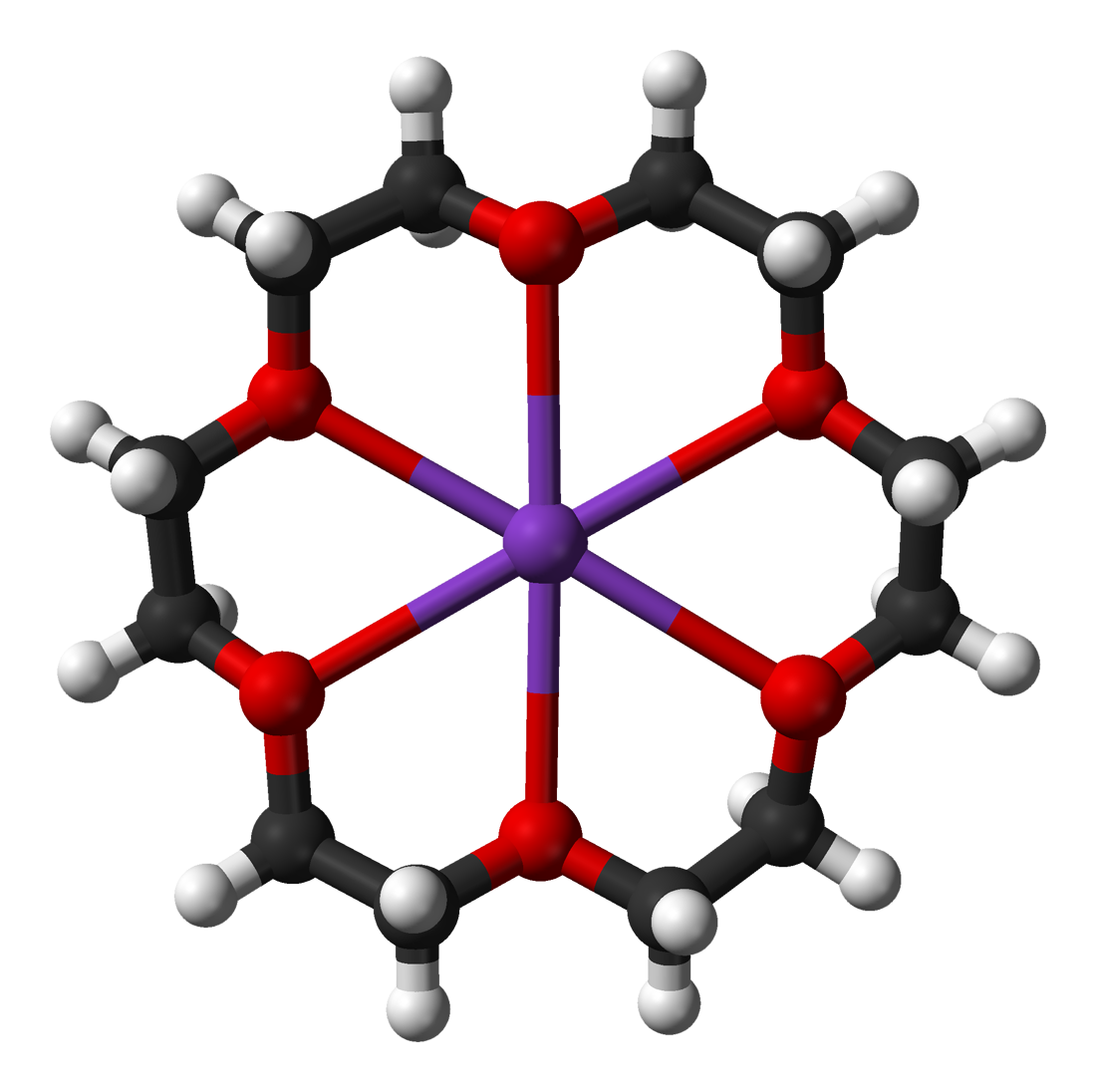
Draselný komplex makrocyklu 18-crown-6

Makrocykly jsou často biologicky aktivní a mohou být použity k doručování léčiv.